# Airi Ikezaki
Airi Ikezaki (japanisch 池崎 愛里 Ikezaki Airi; * 22. Juni 1998) ist eine japanische Mittelstreckenläuferin, die sich auf die 800-Meter-Distanz spezialisiert hat.

## Sportliche Laufbahn
Erste internationale Erfahrungen sammelte Airi Ikezaki im Jahr 2016, als sie bei den Juniorenasienmeisterschaften in der Ho-Chi-Minh-Stadt in 2:07,21 min die Silbermedaille über 800 Meter gewann. Im Jahr darauf belegte sie bei den Asienmeisterschaften in Bhubaneswar in 2:08,62 min den fünften Platz und 2023 wurde sie bei den Asienmeisterschaften in Bangkok in 2:04,21 min Vierte.
2023 wurde Ikezaki japanische Meisterin im 800-Meter-Lauf.

## Persönliche Bestleistungen
- 800 Meter: 2:03,08 min, 4. Juni 2023 in Osaka